# (34430) 2000 SJ29
2000 SJ29 (asteroide 34430) é um asteroide da cintura principal. Possui uma excentricidade de 0.11645500 e uma inclinação de 4.00201º.
Este asteroide foi descoberto no dia 24 de setembro de 2000 por LINEAR em Socorro.